# Max Bense
Max Bense (Estrasburgo, 7 de febrero de 1910-Stuttgart, 29 de abril de 1990) fue un filósofo, matemático, físico y escritor alemán. Durante muchos años ejerció como profesor de filosofía de la técnica, teoría de la ciencia y lógica matemática en la Universidad Técnica de Stuttgart.

## Vida
Vivió en Estrasburgo con sus padres en los cuarteles del General Foch. Su padre era sargento, y con la entrada de las tropas francesas en noviembre de 1918 al final de la I Guerra Mundial la familia tuvo que dejar la ciudad y trasladarse a la localidad de Nordgermersleben, situada cerca de Magdeburgo, de donde era originario su padre. Estudió matemáticas, física, geología, minería y filosofía en las universidades de Bonn, Colonia y Basilea. En 1937 se doctoró con una tesis dirigida por Oskar Becker, acerca de la mecánica cuántica y la relatividad de la existencia y en 1945 se convierte en docente de la Universidad de Jena. Finalizada la II Guerra Mundial en 1948 su actitud crítica con el régimen comunista le indujo a trasladarse al oeste de Alemania, accediendo a la Universidad Técnica de Stuttgart, donde se convirtió en una de las figuras claves del llamado grupo de Stuttgart. Fue fundador y editor de la revista Semiosis (1967).
Allí desarrolló un amplio círculo de actividades, relacionadas con el arte, la investigación, la producción cultural y la ocupación innovadora de la tecnología (Kosmotechnischen Gesellschaft).  En su obra aparecen rasgos e influencias de autores como Charles Sanders Peirce, Norbert Wiener o Claude Shannon, y en ella aborda las relaciones entre el arte y la tecnología, buscando establecer un enlace entre las mismas desde un punto de vista neopositivista. Impartió numerosas conferencias en universidades alemanas y extranjeras, en países como Brasil, México, España, Japón, Israel y Estados Unidos.